# عبدالحک بنانیبه
عبدالحک بنانیبه (انگلیسی: Abdelhak Benaniba؛ زادهٔ ۱۰ ژوئن ۱۹۹۵) بازیکن فوتبال اهل فرانسه است.